# Gentuni
Els Gentuni o Gntuni o Gnuní (en grec antic Γυντουνίη, en armeni Գնթունի 'Gnt'uni') van ser una família de nakharark armenis amb possessions al districte de Nig, al nord-est de l'Airarat, en concret a Abaran, a la vall de Kazal. Afirmaven que tenien un origen cananeu, i ocupaven el càrrec de Mestres de l'Armari al regne d'Armènia.
Durant el regnat de Tiridates II d'Armènia (ca. 217-252) van iniciar l'ocupació del territori de Nig. Tadjat Gentuni va participar en la rebel·lió nacional l'any 451, quan Vardanes II Mamiconi es va aixecar contra el rei Isdigerdes II. Va morir màrtir defensant la seva religió. Mjej II Gnuní, d'aquesta família, va ser governador militar de l'Armènia romana d'Orient del 628 al 635.
Els germans Vasaces i Asoci Gentuni es van fer independents a la regió de la fortalesa de Shamshwilde l'any 914. Vasaces es va mantenir independent fins al 921 i després va morir i Shamshwilde va tornar al rei d'Armènia. Potser per aquesta revolta els Gentuni van perdre el seu territori, però encara se'ls esmenta al segle x, com a fidels servidors i vassalls del Bagràtides.